# Amfreville-les-Champs (Seine-Maritime)
Pour les articles homonymes, voir Amfreville-les-Champs.
Amfreville-les-Champs est une commune française située dans le département de la Seine-Maritime, en région Normandie.

## Géographie

### Localisation
Commune du pays de Caux située dans le canton d'Yvetot.

### Communes limitrophes

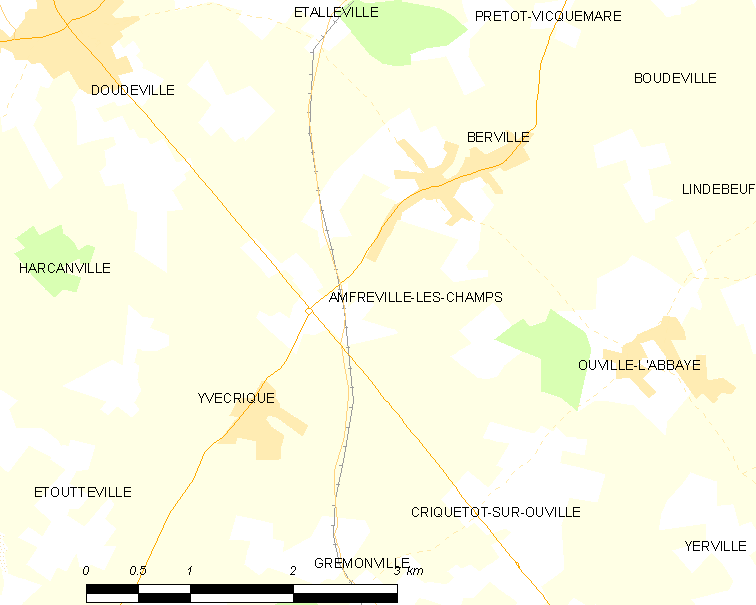
Carte de la commune.
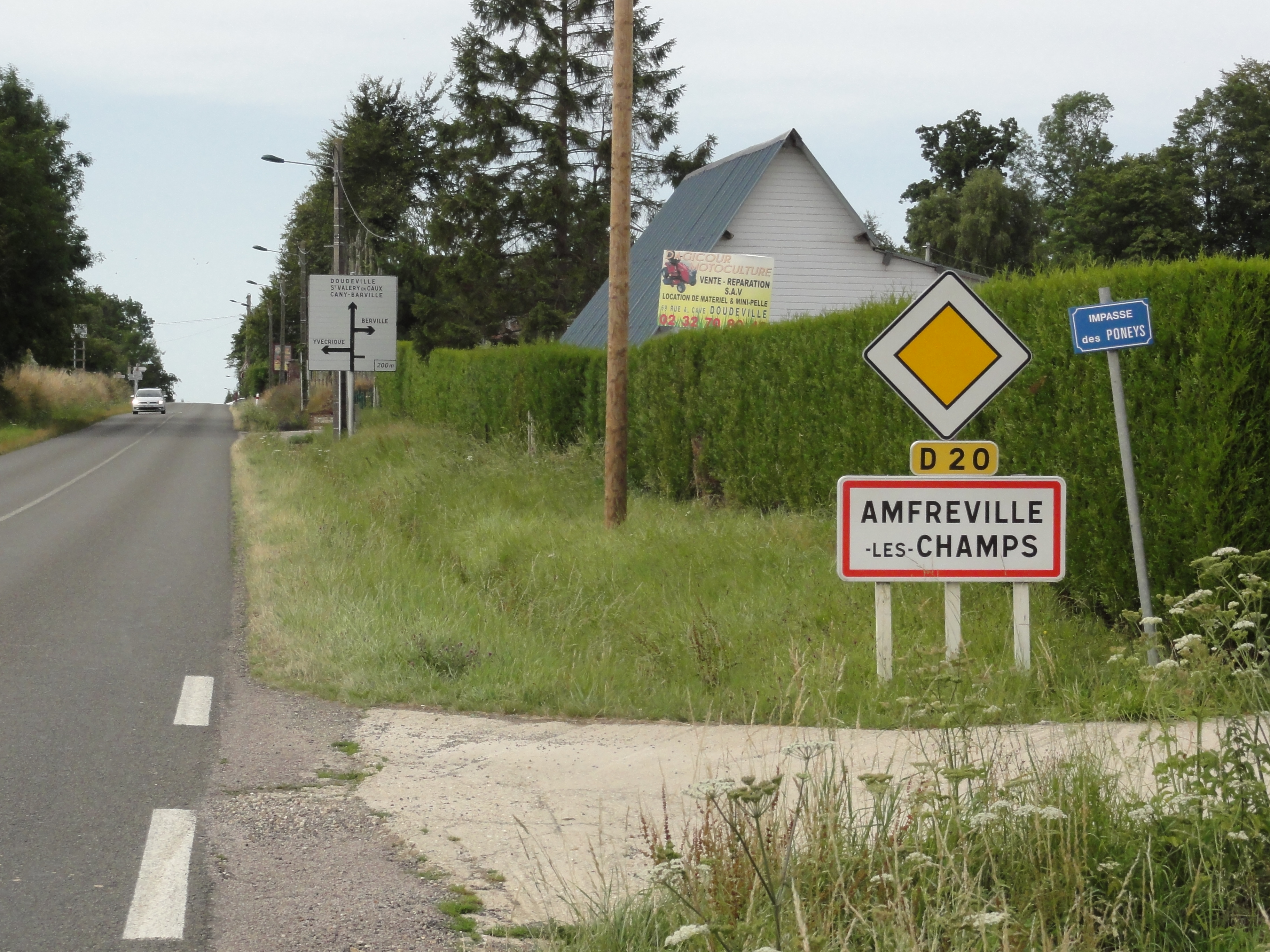
Entrée de l'agglomération.

### Hydrographie
La commune est située dans le bassin Seine-Normandie. Elle n'est drainée par aucun cours d'eau.

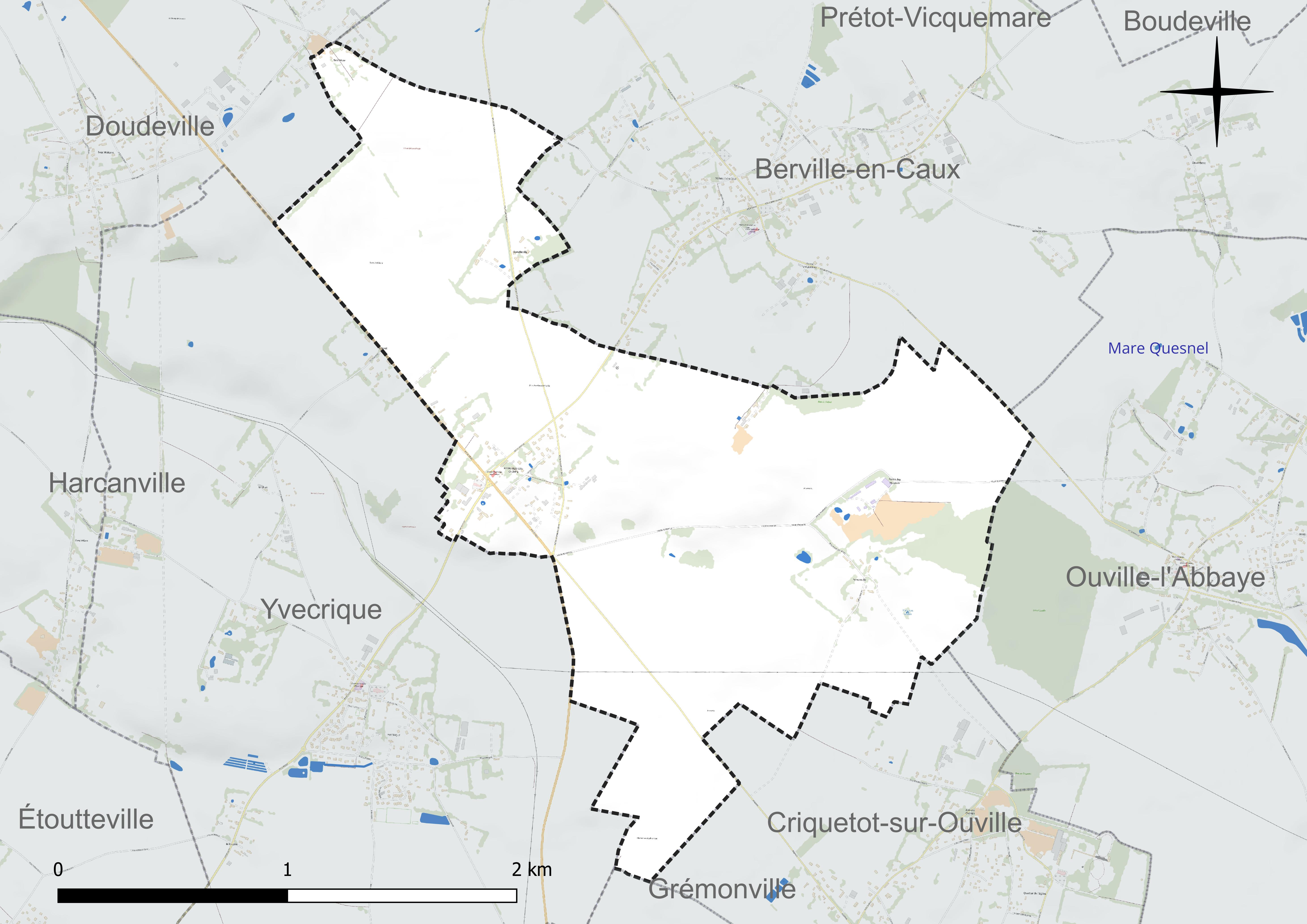
Réseau hydrographique d'Amfreville-les-Champs.

### Climat
Pour des articles plus généraux, voir Climat de la Normandie et Climat de la Seine-Maritime.
En 2010, le climat de la commune est de type climat océanique franc, selon une étude du CNRS s'appuyant sur une série de données couvrant la période 1971-2000. En 2020, Météo-France publie une typologie des climats de la France métropolitaine dans laquelle la commune est exposée à un climat océanique et est dans la région climatique Côtes de la Manche orientale, caractérisée par un faible ensoleillement (1 550 h/an) ; forte humidité de l’air (plus de 20 h/jour avec humidité relative > 80 % en hiver), vents forts fréquents. Parallèlement le GIEC normand, un groupe régional d’experts sur le climat, différencie quant à lui, dans une étude de 2020, trois grands types de climats pour la région Normandie, nuancés à une échelle plus fine par les facteurs géographiques locaux. La commune est, selon ce zonage, exposée à un « climat maritime », correspondant au Pays de Caux, frais, humide et pluvieux, légèrement plus frais que dans le Cotentin.
Pour la période 1971-2000, la température annuelle moyenne est de 10,1 °C, avec une amplitude thermique annuelle de 14 °C. Le cumul annuel moyen de précipitations est de 969 mm, avec 13,8 jours de précipitations en janvier et 8,9 jours en juillet. Pour la période 1991-2020, la température moyenne annuelle observée sur la station météorologique la plus proche, située sur la commune d'Ectot-lès-Baons à 6 km à vol d'oiseau, est de 10,8 °C et le cumul annuel moyen de précipitations est de 905,5 mm,. Pour l'avenir, les paramètres climatiques de la commune estimés pour 2050 selon différents scénarios d'émission de gaz à effet de serre sont consultables sur un site dédié publié par Météo-France en novembre 2022.

## Urbanisme

### Typologie
Au 1er janvier 2024, Amfreville-les-Champs est catégorisée commune rurale à habitat dispersé, selon la nouvelle grille communale de densité à sept niveaux définie par l'Insee en 2022.
Elle est située hors unité urbaine et hors attraction des villes,.

### Occupation des sols
L'occupation des sols de la commune, telle qu'elle ressort de la base de données européenne d’occupation biophysique des sols Corine Land Cover (CLC), est marquée par l'importance des territoires agricoles (97,5 % en 2018), une proportion identique à celle de 1990 (97,5 %). La répartition détaillée en 2018 est la suivante : 
terres arables (78,3 %), prairies (19,2 %), forêts (2,3 %), zones urbanisées (0,2 %). L'évolution de l’occupation des sols de la commune et de ses infrastructures peut être observée sur les différentes représentations cartographiques du territoire : la carte de Cassini (XVIIIe siècle), la carte d'état-major (1820-1866) et les cartes ou photos aériennes de l'IGN pour la période actuelle (1950 à aujourd'hui).

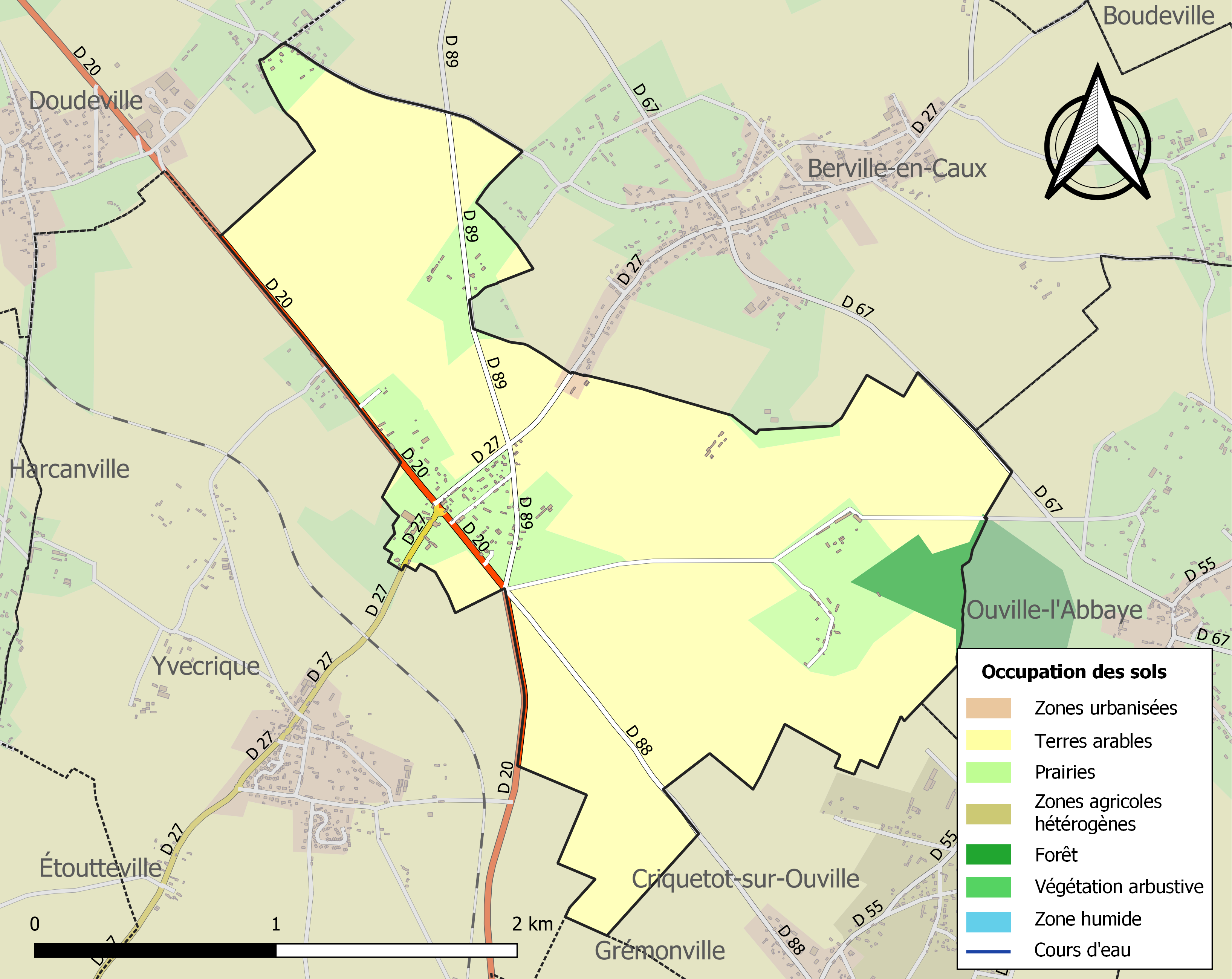
Carte des infrastructures et de l'occupation des sols de la commune en 2018 (CLC).

## Toponymie

### Attestations anciennes
Le nom de la localité est attesté sous les formes Ecclesia de Amfridivilla vers 1240 (H. Fr. XXIII, 296), Anfreauvilla en 1301 (Arch. nat. fds. de Sainte Vaubourg), Affreville en 1319 (Archives départementales de la Seine-Maritime, G. 3267, 3268), Amfridivilla entre 1326 et 1344, Anfrevilla en 1337, Anffreville en 1431 (Longnon 28, 89), Anfreville entre 1369 et 1373 (Arch. S.-M. tab. Rouen reg. 3 f. 342), Auffreville en 1401 (Arch. S.-M. G 16, 17), Aufreville en 1629 (Hondius), Anfreville en 1715 (Frémont), Amfreville les champs en 1953 (Nom.), Amfreville les champs et Mont d'Amfreville en 1957 (I.G.N.).

### Étymologie
Voir Amfreville-sous-les-Monts.

## Histoire
L'archevêque de Rouen Eudes Rigault réunit les prêtres du doyenné de Canville dans cette paroisse le 30 janvier 1249.

## Politique et administration
| Période                                  | Période                       | Identité                      | Étiquette | Qualité                                                      |
| ---------------------------------------- | ----------------------------- | ----------------------------- | --------- | ------------------------------------------------------------ |
| Les données manquantes sont à compléter. |                               |                               |           |                                                              |
|                                          | décembre 1919                 | Étienne Guérillon             |           | A été maire 50 ans                                           |
| décembre 1919                            | avril 1921                    | Georges Lelièvre              |           |                                                              |
| avril 1921                               | septembre 1933                | Albert Noury                  |           |                                                              |
| septembre 1933                           | octobre 1947                  | Georges Millon                |           |                                                              |
| octobre 1947                             | juillet 1971                  | René Bourdel                  |           |                                                              |
| juillet 1971                             | octobre 1971                  | Adrien Tiercelin Adj ff maire |           |                                                              |
| octobre 1971                             | mars 2001                     | Gérard Vandecandelaère        |           |                                                              |
| mars 2001                                | mars 2008                     | Paul Guérillon                |           |                                                              |
| mars 2008                                | En cours (au 23 juillet 2020) | Alain Lebouc                  | LREM      | Retraité cadre France Télécom Réélu pour le mandat 2020-2026 |

## Population et société

### Démographie

#### Évolution démographique
L'évolution du nombre d'habitants est connue à travers les recensements de la population effectués dans la commune depuis 1793. Pour les communes de moins de 10 000 habitants, une enquête de recensement portant sur toute la population est réalisée tous les cinq ans, les populations de référence des années intermédiaires étant quant à elles estimées par interpolation ou extrapolation. Pour la commune, le premier recensement exhaustif entrant dans le cadre du nouveau dispositif a été réalisé en 2006.

En 2022, la commune comptait 190 habitants, en évolution de +11,11 % par rapport à 2016 (Seine-Maritime : +0,35 %, France hors Mayotte : +2,11 %).
| 1793 | 1800 | 1806 | 1821 | 1831 | 1836 | 1841 | 1846 | 1851 |
| ---- | ---- | ---- | ---- | ---- | ---- | ---- | ---- | ---- |
| 382  | 376  | 384  | 361  | 439  | 384  | 466  | 444  | 394  |

| 1856 | 1861 | 1866 | 1872 | 1876 | 1881 | 1886 | 1891 | 1896 |
| ---- | ---- | ---- | ---- | ---- | ---- | ---- | ---- | ---- |
| 375  | 396  | 378  | 320  | 285  | 290  | 295  | 243  | 203  |

| 1901 | 1906 | 1911 | 1921 | 1926 | 1931 | 1936 | 1946 | 1954 |
| ---- | ---- | ---- | ---- | ---- | ---- | ---- | ---- | ---- |
| 191  | 161  | 156  | 158  | 165  | 146  | 144  | 145  | 132  |

| 1962 | 1968 | 1975 | 1982 | 1990 | 1999 | 2006 | 2011 | 2016 |
| ---- | ---- | ---- | ---- | ---- | ---- | ---- | ---- | ---- |
| 130  | 105  | 96   | 80   | 111  | 99   | 135  | 169  | 171  |

| 2021 | 2022 | - | - | - | - | - | - | - |
| ---- | ---- | - | - | - | - | - | - | - |
| 184  | 190  | - | - | - | - | - | - | - |

#### Pyramide des âges
En 2018, le taux de personnes d'un âge inférieur à 30 ans s'élève à 40,4 %, soit au-dessus de la moyenne départementale (36,5 %). À l'inverse, le taux de personnes d'âge supérieur à 60 ans est de 17,0 % la même année, alors qu'il est de 26,0 % au niveau départemental.
En 2018, la commune comptait 84 hommes pour 84 femmes, soit un taux de 50,00 % de femmes, légèrement inférieur au taux départemental (51,90 %).
Les pyramides des âges de la commune et du département s'établissent comme suit.
| Hommes | Classe d’âge | Femmes |
| ------ | ------------ | ------ |
| 0,0    | 90 ou +      | 0,0    |
| 5,8    | 75-89 ans    | 9,4    |
| 10,5   | 60-74 ans    | 8,2    |
| 19,8   | 45-59 ans    | 20,0   |
| 23,3   | 30-44 ans    | 22,4   |
| 17,4   | 15-29 ans    | 14,1   |
| 23,3   | 0-14 ans     | 25,9   |

| Hommes | Classe d’âge | Femmes |
| ------ | ------------ | ------ |
| 0,7    | 90 ou +      | 1,8    |
| 6,7    | 75-89 ans    | 9,6    |
| 16,7   | 60-74 ans    | 18     |
| 19,4   | 45-59 ans    | 19     |
| 18,5   | 30-44 ans    | 17,5   |
| 19,2   | 15-29 ans    | 17,4   |
| 18,9   | 0-14 ans     | 16,7   |

## Culture locale et patrimoine

### Lieux et monuments
- L'église paroissiale actuelle, église Saint-Pierre, en brique, grès, silex et pierre de taille, date de 1682 (mur sud de la nef) et 1867 (sacristie). Il reste quelques vestiges de l'édifice du XIIIe siècle (baie, piscine). L'église a été très remaniée à la fin du XVIIe siècle. Elle arbore une flèche polygonale.
- La croix du cimetière, qui date de 1619, est d'auteur inconnu. Le monument est en grès et bois, et la croix a été rénovée.
- Au cimetière, trois tombes de personnes mortes pour la France.
- Le monument aux morts.

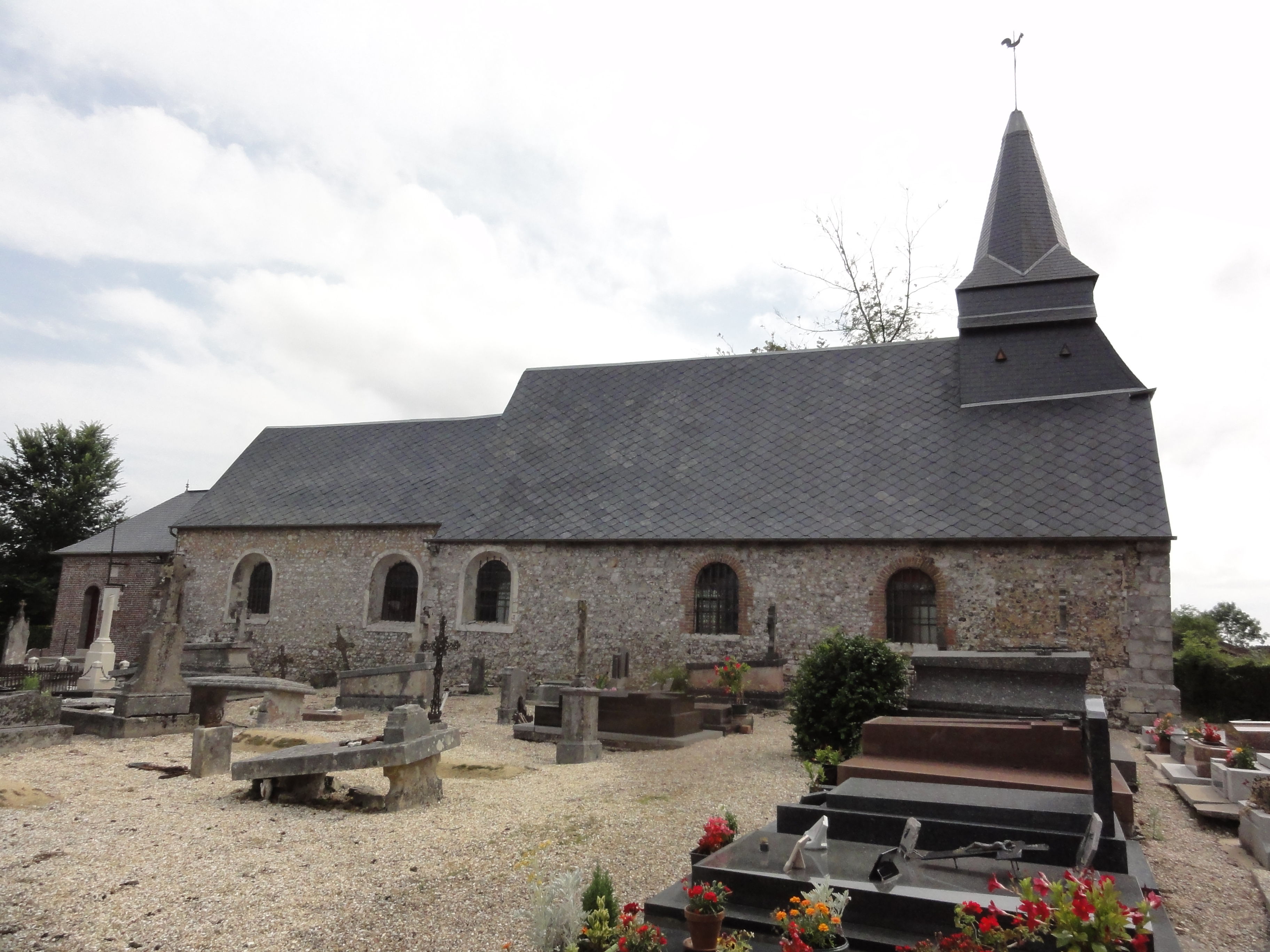
L'église Saint-Pierre.
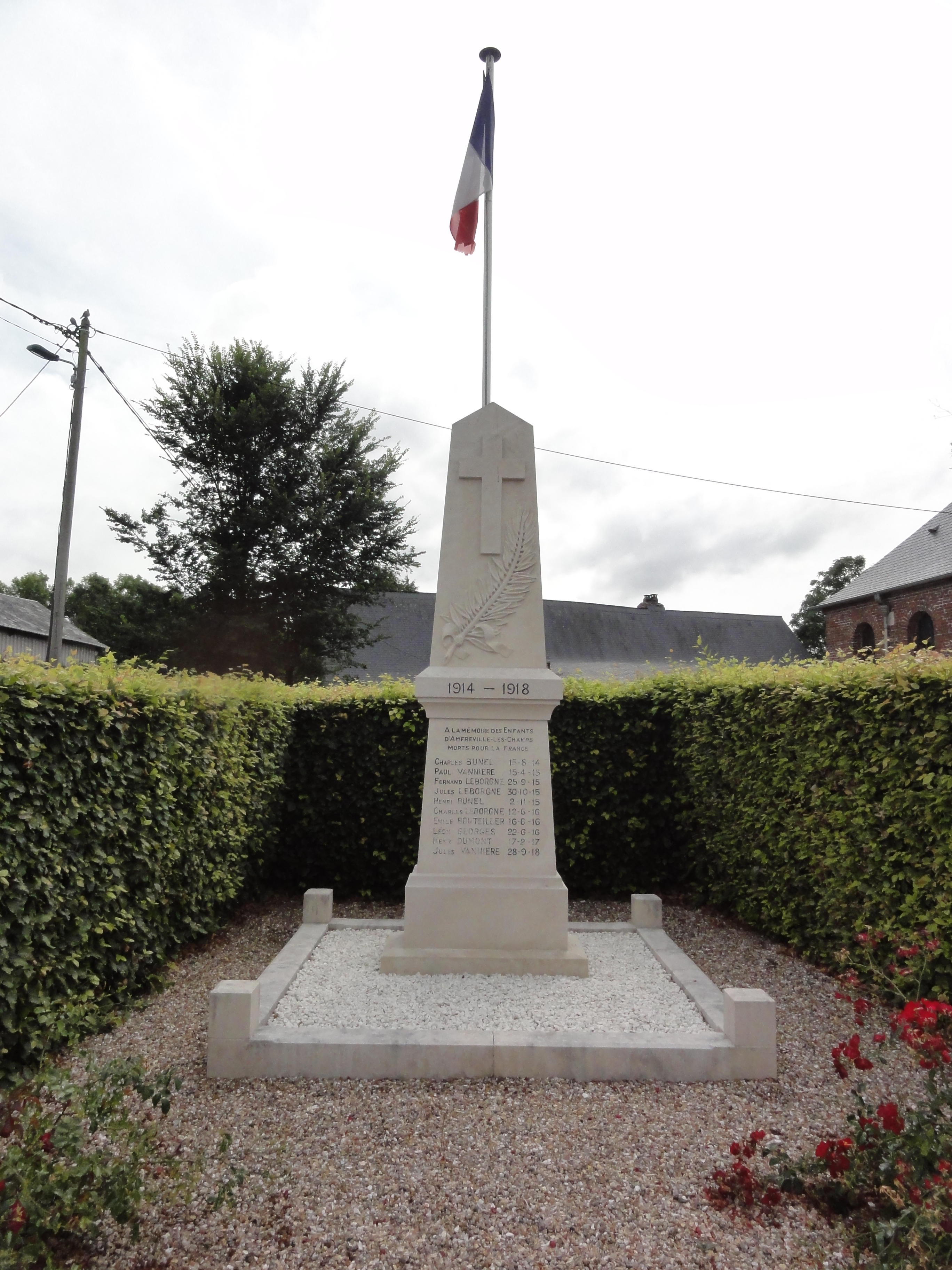
Le monument aux morts.
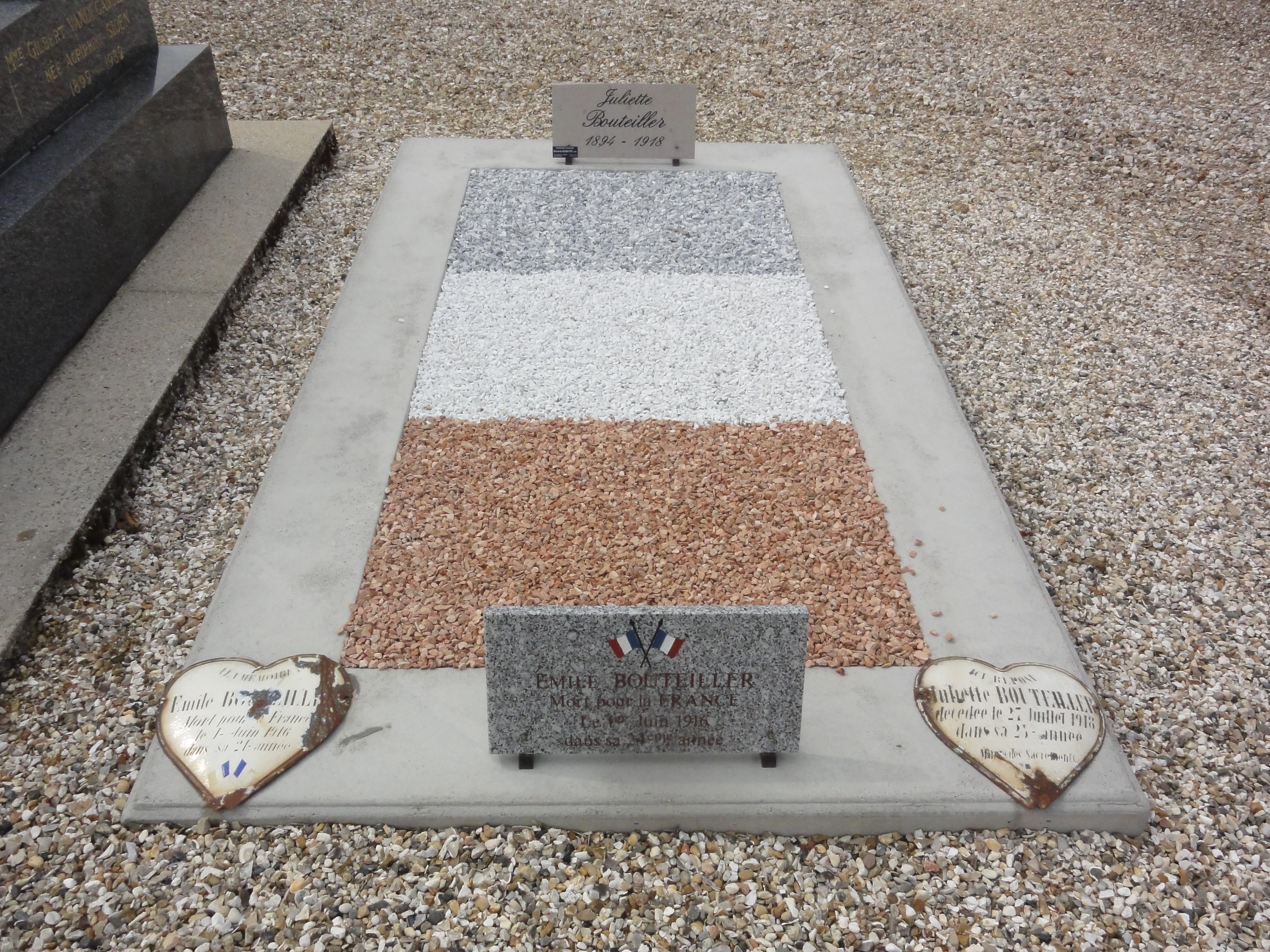
Une des tombes militaires.